# Quadrantopsia
La quadrantopsia o quadrantanopsia è la perdita della visione di un quarto del campo visivo. Può essere dovuta ad una lesione di una radiazione ottica, cioè di un assone che veicola il segnale visivo dai neuroni del corpo genicolato laterale alla corteccia visiva primaria. Se la quadrantopsia può essere causata anche da lesioni dei lobi parietali o dei lobi temporali del cervello, è più frequentemente associata a lesioni del lobo occipitale.

## Quadro clinico
I confini dell'area del campo visivo danneggiata tendono ad essere molto netti; ciò è dovuto alla separazione delle aree anatomiche di competenza per la visione di ciascuno dei 4 quadranti del campo visivo. Infatti, la metà di sinistra del campo visivo trae le informazioni nervose dal lobo occipitale destro, mentre la metà di destra trae le informazioni visive dal lobo occipitale di sinistra.
Le probabilità di riacquisire la vista nel quadrante danneggiato sono decisamente basse; occasionalmente il paziente può riacquistare la vista nel quadrante affetto dall'anopsia entro i tre mesi dal verificarsi della lesione cerebrale che ha determinato il danno visivo; i problemi visivi che persistono per più di tre mesi dalla lesione sono generalmente considerati permanenti.
Una lesione del lobo temporale sinistro o destro può determinare una lesione delle radiazioni ottiche, la quale può produrre una quadrantopsia controlaterale in entrambi gli occhi. Se risultano danneggiate le radiazioni ottiche superiori, la quadrantopsia controlaterale di entrambi gli occhi riguarderà la metà inferiore del campo visivo.

### Quadrantopsia omonima
Una condizione riscontrata nella stessa porzione del campo visivo in entrambi gli occhi è detta "omonima"; nella fattispecie, la quadrantopsia omonima inferiore è la perdita della vista bilaterale nello stesso quadrante inferiore (sinistro o destro) del campo visivo, mentre la quadrantopsia omonima superiore è la perdita della vista bilaterale nello stesso quadrante (sinistro o destro).

## Comportamenti compensatori
Gli individui affetti da quadrantopsia tendono a compiere gesti atti a compensare il sopravvenuto difetto visivo, come inclinare la testa in modo da osservare gli oggetti la cui visione sarebbe altrimenti interdetta dalla presenza dell'oscuramento del quadrante del campo visivo. I guidatori con quadrantopsia tendono a guidare più lentamente, effettuano più movimenti con le spalle e tendono a sterzare e ad accelerare con più gradualità rispetto alle persone che non presentano questo problema visivo. I comportamenti compensatori tendono ad essere più articolati quando, nello svolgimento di un compito complesso, la memoria spaziale non riesce a sopperire all'oscuramento del quadrante del campo visivo; i pazienti, pertanto, tendono a stortare lo sguardo e a muovere la testa per ottenere la prospettiva necessaria a visualizzare gli oggetti e le distanze di contestuale utilità.